# نانوالیاف

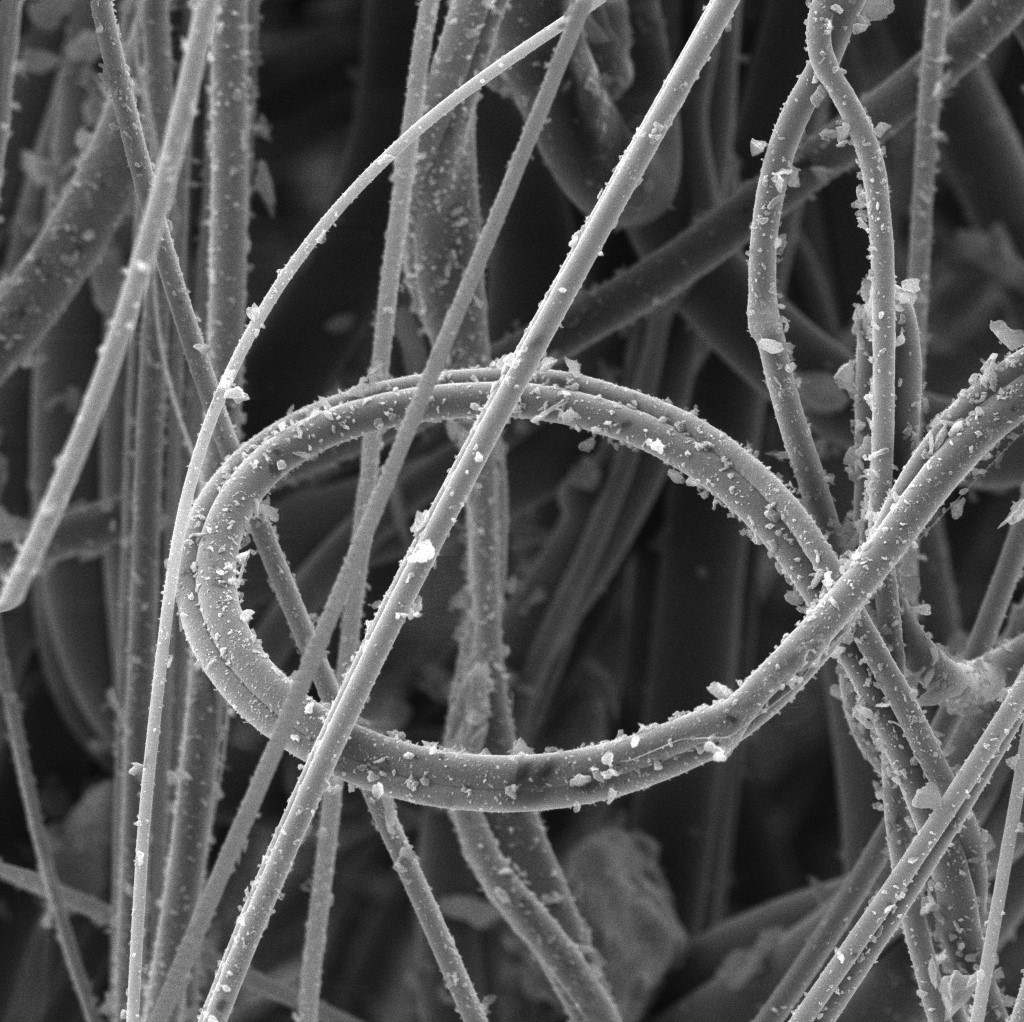
میکروفیبرهای پلیمری با ذرات کربن فعال

به‌طورکلی الیاف به سه دسته الیاف معمولی، الیاف میکرونی و نانوالیاف طبقه‌بندی می⁪شوند. طبق تعریف الیاف دسته⁪ای از مواد هستند که به‌صورت فیلامنت⁪های مداوم بوده یا در طول⁪های مشخصی بریده شده ⁪اند. خاصیت اصلی الیاف نسبت طول به قطر بسیار بالا می⁪باشد. الیاف میکرونی الیافی هستند که در آن‌ها رشته⁪ها کمتر از یک جرم در واحد گرم بر ۹۰۰۰ متر  کمتر از یک میکرومتر را نانوالیاف می⁪نامند. این الیاف با طول‌های نسبتاً کوتاه چند میکرونی و با قطر کم‌تر از ۵۰۰ نانومتر مانند نانو سیم هاازانواع ساختارهای تک بعدی می‌باشند.[۳] به‌طورکلی چندین روش برای تولید نانوالیاف وجود دارد که برخی از آن‌ها شامل روش کشش، جداسازی الیاف چندجزئی، روش قالب، دمش، جدایش فازی، خودآرایی ماکرومولکول⁪ها، الکتروریسی و غیره می‌باشد.
ریسنای تولید الیاف پلیمری با قطر زیر نانومتری است که ایده ستفاده کرد.[۳] در این میان نتایج تحقیقات صورت گرفته توسط محققین فعال در حوضه فناوری تولید نانوالیاف حاکی از برتری فرایند الکتروریسی نسبت به سایر روش⁪ها می⁪باشد. فرایند الکتروریسی از لحاظ سرعت تولید، تنوع، پیوستگی، سادگی، هزینه و تجاری‌سازی بر سایر روش⁪ها ارجح‌تر می‌باشد.
تاکنون بیش از ۱۰۰ نوع ماده پلیمری، کوپلیمری، و مواد کامپوزیتی توسط این فرایند با موفقیت به نانوالیاف تبدیل شده‌است.
قطر الیاف نانو به پارامترهای مختلفی مانند غلظت پلیمر، ولتاژ الکتریکی اعمال شده، فاصله، دبی، دما، رطوبت محیط، ویسکوزیته، قطر سوزن و نوع جمع‌کننده بستگی دارد. [۳]
لایه⁪ای که توسط نانوالیاف تولید می⁪شود دارای خواص متمایز نسبت به سایر بی⁪بافت⁪ها می⁪باشد زیرا با کمترین جرم بیشترین میزان لایه و سطح تولید می⁪گردد به‌طوریکه تنها با یک گرم پلیمر می⁪توان ۳۲۰۰۰ کیلومتر الیاف ۱۰۰ نانومتری تولید کرد؛ بنابراین به‌راحتی می⁪توان به اهمیت استفاده از نانوالیاف در کاربردهایی نظیر فیلتراسیون، لباس ⁪های محافظ، غشاءها، پایه‌های کاتالیست و نیز داربست⁪‌های مهندسی بافت پی⁪ برد. نانو الیاف معدنی در زیست فیلتراسیون برای آلودگی زدایی به کار می‌رود. [۳] علاوه بر این از آنجایی که در فرآیندهای الکتروریسی امکان اضافه کردن بسیاری از مواد به محلول الکتروریسی وجود دارد بنابراین می⁪توان انواع نانوالیاف عامل‌دار را جهت کاربردهای ویژه طراحی کرد. با تغییر شرایط عملیاتی یا فرآیندی و نیز افزودن برخی تجهیزات به سامانه‌های الکتروریسی می⁪توان انواع نانوالیاف را تولید کرد که در این زمینه می‌توان به موارد زیر اشاره نمود:
- نانوالیاف آرایش‌یافته
- نانوالیاف بافته‌شده
- نانوالیاف هیبریدی دو یا چندجزئی
- نانوالیاف هسته- پوسته
- نانوالیاف سرامیکی
- نانوالیاف توخالی
- نانوالیاف نواری‌شکل
- نانوالیاف متشکل از دانه‌های تسبیه
- نانوالیاف متخلخل

امروزه نانوالیاف به‌عنوان یکی از مهم‌ترین محصولات فناوری نانو در بسیاری از حوزه ⁪ها به‌ویژه در حوزه‌های پزشکی، دارویی و بهداشتی (مهندسی بافت، ماسک‌ها و فیلترهای پزشکی، پوشش‌های زخم، سامانه‌های کنترل‌شده رهش و غیره)، صنعتی شامل صنایع دفاعی و امنیتی، صنایع جداسازی و فیلتراسیون، صنایع شیمیایی، صنایع رنگ و پوشش، صنایع نساجی، صنایع نفت، گاز و پتروشیمی، صنایع هوافضا، صنایع خودروسازی، صنایع ساختمان، صنایع غذایی، فناوری اطلاعات و ارتباطات، تولید و ذخیره‌سازی انرژی و نیز بهینه‌سازی مصرف انرژی (پیل‌های خورشیدی، پیل‌های سوختی، باطری‌های پلیمری و غیره)، صنایع نانوکامپوزیت و نانوالیاف کربن، انواع حسگرهای زیستی و شیمیایی، حوزه‌های مرتبط با زیست‌فناوری، محیط زیست، کشاورزی و غیره کاربردهای زیادی پیدا نموده⁪ اند.

## خواص نانو الیاف[۱]
نانو الياف در مقايسه با الياف معمولي و پليمرهاي توده خواص مکانيکي و حرارتي منحصر به فرد و بالايي دارند. که اين ناشي از مساحت سطح ويژه زياد و مورفولوژي سطح آنهاست. که اين امر منجر به فعاليت هاي تحقيقاتي عظيمي براي کاربردهاي پيشرفته شده‌است. نانو الياف به شکل حصير بافته نشده يک شبکه اتصال داخلي تشکيل مي دهند و به همين دليل است که خواص را به روش هاي مختلف بالا مي برد، نظير :
- تسهيل اتصال الکترون بين زنجيرهاي مولکولي
- با عمل کردن به عنوان يک شبکه کراسلينگ شده فيزيکي که مي تواند در افزايش خواص مکانيکي خود نانو الياف بعلاوه نانوکامپوزيت هاي آن سودمند باشد.

## کاربردهای نانو الیاف[۱]
اخيراً تلاش‌هاي زيادي روي كاربردهاي نانو الياف صورت گرفته‌است كه اين به خاطر خواص شيميايي چشمگير نانو الياف ناشي از مساحت سطح ويژه بالاي آن‌ها و ساختار نانو متخلخل آنهاست. اين خواص مناسب نانوالياف پليمري را بهترين گزينه براي بسياري از کاربردهاي مهم نظير نانو تقويت کننده ها، بافت هاي مهندسي، مرهم زخم، سيستم هاي دريافت دارو، سل‌هاي خورشيدي، سل هاي نوري، سنسورها، فيلترهاي اختصاصي و روپوش محافظ قرار داده است.